# First (песня)
First (рус. Первая) — поп-рок песня американской певицы Линдси Лохан для её дебютного альбома Speak. Она была выпущена третьим альбомным и финальным синглом 25 июля 2005. Песня была выпущена, чтобы помочь продвинуть фильм Лохан Сумасшедшие гонки, в котором она появилась как саундтрек. Песня провалилась в чарте в США, но она хорошо была представлена на Тайване
Песня о желании стать первой в жизни бойфренда. В песне присутствует поп-панк звучание, но она все равно сохраняет свой оттенок в жанре молодёжного попа. Песня была наименьшим успешным синглом с альбома Лохан.

## Предпосылка
«First» была написана и спродюсирвана авторами хитов Кара ДиоГуарди и Джоном Шнэксом, который позже спродюсировал её второй альбом A Little More Personal (Raw). Песня была написана в трейлере Линдси Лохан на съемках Сумасшедшие гонки в сентябре 2004. Она одновременно записывала альбом и снималась в фильме. Кара ДиоГарди и Кори Руни, которые написали и спродюсировали первый сингл Лохан, предоставили бэк-вокал к песне.
«Speak», трек с названием альбома изначально собирались выпустить третьим синглом. Анжела Робинсон, режиссёр фильма Херби, просмотрела альбом Линдси, чтобы узнать, может ли она найти трек, который бы соответствовал фильму. Ей понравилось слушать «First» и, сделала предложение Линдси, чтобы выпустить её как следующий сингл. Даже хотя песня о желании стать первой в жизни бойфренда, в контексте фильма, однако, она взята, как желание стать первой на финишной прямой в машинных гонках.

## Отзывы

### Отзывы критиков
Stylus Magazine назвал песню вторым «многообещающим» треком, тогда как раскритиковал остальные песни на альбоме. Песня была отмечена за её конечную строку в припеве: I wanna come first. (рус. Я хочу прийти первой). Некоторые блогеры интерпретировали значение песни таким образом, что Лохан якобы заявляет двусмысленно к взрослым слушателям о том, что она хотела бы раньше достичь оргазма в сексе, чем её половые партнеры мужского пола. Однако, когда её спросил Дэвид Леттерман имело ли это место, она хитро улыбнулась и сказала: «Я, в общем-то, предпочитаю подходить в одно и то же время.»

### Оценка рентабельности
Песня была выпущена 25 июня 2005 в США и 8 августа в Европе. Песня провалилась в чарте Billboard Hot 100 или Bubbling Under Hot 100 Singles. Однако, она была успешна во многих других странах. Песня была в чарте в топ-10 в Тайване и Индонезии. Песня была в чарте № 31 в Австралии, просто упустив одно место в ARIA.
Она также была в чарте № 41 в Swiss Singles Top 100 в Швейцарии и № 74 в Media Control Charts.

## Продвижение
Лохан исполнила песню на KIIS-FM 102.7 на мероприятии Wango Tango в 2005. Она также исполнила одноименную песню с альбома «Speak.» Песня была популярной на радиостанции Radio Disney, так как её другие песни показались слишком зрелыми для их слушателей. Песню изначально собирались проигрывать во время эпизода с гонками во время фильма, но вместо этого её проиграли во время конечных титров. Лохан, как сообщается, была разозлена из-за этого изменения. «Я была расстроена, когда я не услышала свою песню (First) во время сцены с гонками, где изначально я думала, она будет», — говорит Лохан. Она продолжила: «Я была ошарашена, потому что никто не остается послушать песню в конечных титрах».

## Клип
Съемки клипа начались в мае 2005, после того Лохан недавно осветлила свои темно-рыжие волосы в блондинистые. Режиссёр клипа стал Джейк Нава, который явился режиссёром её предыдущего сингла «Rumors» и «Over». Видео имеет место на сцене, похожую на гараж посредине заезда. Лохан и её группа поют прямо со сцены рядом с гоночной полосой, в то время как играют отрывки из Сумасшедшие гонки. Лохан также поет и танцует рядом с Херби, антропоморфическим Volkswagen Beetle.
Лохан вывихнула лодыжку во второй раз, когда по её ногам проехала машина, используемая, как Херби. Она, вероятно, торопилась на съемки клипа во время релиза. Растяжение взбесило её, так как она торопилась, чтобы выпустить видео, а песня даже не прозвучала в предполагаемое время в течение фильма. Она сказала: «„First“ был по-особенному важен для меня, потому что я записала его прямо до того, как заболеть (от растяжения) и попасть в больницу. И потом я сняла клип для него и снова растянула лодыжку. Я заставила себя закончить его для фильма, хотя мне, скорее всего, надо было подождать».
Клип достиг пика на 3 строке на MTV в Total Request Live и оставалась в чарте 3 недели.

## Список композиций
CD сингл
1. «First» — 3:29
2. «Symptoms of You» — 2:56

Макси сингл
1. «First» — 3:29
2. «Symptoms of You» — 2:56
3. «Rumors» (The Sharp Boys Club Gossip Vocal Remix) — 7:23
4. «First» (Instrumental) — 3:28

Японский сингл
1. «First» — 3:29
2. «First» (Instrumental) — 3:28

## Появление в чарте
| Чарт                          | Наивысшая позиция |
| ----------------------------- | ----------------- |
| Australian ARIA Singles Chart | 31                |
| Swiss Singles Top 100         | 41                |
| German Singles Chart          | 74                |